# Hanover Street
A Hanover Street egy Peter Hyams által rendezett, Harrison Ford és Lesley-Anne Down főszereplésével elkészített 1979-ben bemutatott háborús filmdráma.

## Cselekménye
A történet a második világháború idején Londonban játszódik, ahol az EightAir Force kötelékében szolgálatot teljesítő Halloran (Harrison Ford) találkozik egy ápolónővel, Margaret Sellingerrel (Lesley-Anne Down). Miután egy légiriadót megelőzően véletlenül összetalálkoznak, úgy lesznek egymásba szerelmesek, hogy közben Margaret férjnél van. Hallorant ezt követően a nácik által megszállt Franciaországba küldik, ahol a titkos küldetés keretében egy angol titkos ügynököt, Paul Sellingert (Christopher Plummer) kell az állomáshelyére juttatnia..
Miután az ellenséges területre bejutottak, Halloran akkor veszi észre, hogy a szállítmány kedvesének a férje. A két férfinak össze kell dolgoznia, hogy túléljék a küldetést.

## Szereplők
| Szerep                    | Színész             | Magyar hang       | Magyar hang     |
| Szerep                    | Színész             | 1. szinkron       | 2. szinkron     |
| ------------------------- | ------------------- | ----------------- | --------------- |
| David Halloran hadnagy    | Harrison Ford       | Rátóti Zoltán     | Selmeczi Roland |
| Margaret Sellinger        | Lesley-Anne Down    | Tóth Enikő        | Tóth Enikő      |
| Paul Sellinger            | Christopher Plummer | Konrád Antal      | Bács Ferenc     |
| Trumbo Marty Lynch őrnagy | Alec McCowen        | Papp János        | Perlaki István  |
| Martin Hyer alhadnagy     | Michael Sacks       | Csankó Zoltán     | Juhász György   |
| Jerry Cimino alhadnagy    | Richard Masur       | Kerekes József    | Csuja Imre      |
| John Lucas őrmester       | John Ratzenberger   |                   |                 |
| Daniel Giler tizedes      | Jay Benedict        |                   |                 |
| Farrell                   | Eric Stine          |                   |                 |
| Sarah Sellinger           | Patsy Kensit        | Roatis Andrea     |                 |
| Harry Pike                | Max Wall            | Dobránszky Zoltán |                 |
| Ronald Bart ezredes       | Shane Rimmer        | Tolnai Miklós     | Papp János      |
| Phyllis                   | Sherrie Hewson      |                   |                 |

## Forgatás
A levegőben játszódó jeleneteket az akkor használaton kívül lévő Bovingdon légi-támaszponton öt észak-amerikai B-25 Mitchell bombázóval vették fel. Ezeket a gépeket kimondottan a film forgatása miatt hozták az USA-ból Angliába.
A filmben Down hirtelen előtűnik a Piccadilly line egyik, "Hanover Streetnek" nevezett metróállomásáról. A valóságban nem volt ilyen állomás, és mivel a Hanover Street a Regent Street felső részét köti össze a Brook Streettel, ez semmiféleképpen nem hozható össze a Piccadilly vonalával. Erre csak akkor van lehetőség, ha volt egy, a Holborn és Aldwych között 1907-1994 között üzemeltetett leágazás.

### Repülőgépek
| Film sorszáma # | Beceneve                             | Repülőgép típusa | Jelenlegi sorozat # | Regisztráció # | Elhelyezés                                                   |
| 151632          | Gorgeous George Ann / Thar She Blows | B-25J-30NC       | 44-30925            | N9494Z         | Belgian Aviation Preservation Association, Gembloux, Belgium |
| 151645          | Marvellous Miriam                    | B-25J-20NC       | 44-29366            | N9115Z         | RAF Museum Hendon                                            |
| 151790          | Amazing Andrea                       | B-25J-30NC       | 44-86701            | N7681C         | Hangártűzben megsemmisült                                    |
| 151863          | Big Bad Bonnie                       | B-25J-30NC       | 44-86843            | N9455Z         | Grissom Air Museum                                           |
| 151724          | Brenda’s Boys                        | B-25J-20NC       | 44-29121            | N86427         | Musei del Aiere, Madrid                                      |

## Fogadtatása
A filmet a kezdetekben sem a kritikusok, sem a nézők nem fogadták örömmel, azonban később a légierő kedvelői megszerették a repülős jeleneteket.

## Bibliográfia
- Dolan, Edward F. Jr. Hollywood Goes to War. London: Bison Books, 1985. ISBN 0-86124-229-7.
- Harwick, Jack and Ed Schnepf. "A Buff's Guide to Aviation Movies". Air Progress Aviation, Volume 7, No. 1, Spring 1983.
- Orriss, Bruce. When Hollywood Ruled the Skies: The Aviation Film Classics of World War II. Hawthorne, California: Aero Associates Inc., 1984. ISBN 0-9613088-0-X.